# 魔鬼橋 (保加利亞)
魔鬼橋（直译：恶魔桥) 是一座横跨阿爾達河的拱桥，位于狭窄的峡谷中。它距离保加利亚罗多彼山脉的阿爾迪諾有10公里，它是连接色雷斯低地和爱琴海北岸的古道的一部分。 
魔鬼橋由保加利亚人于1515年至1518年间重建。传说这座桥是由罗马人建造，用于连接爱琴海和保加利亚的色雷斯地区。这座桥是罗多彼地区最大和最著名的桥梁，长度為56米，有三个拱洞。1984年2月24日，该桥被宣布为文化纪念碑。

## 照片

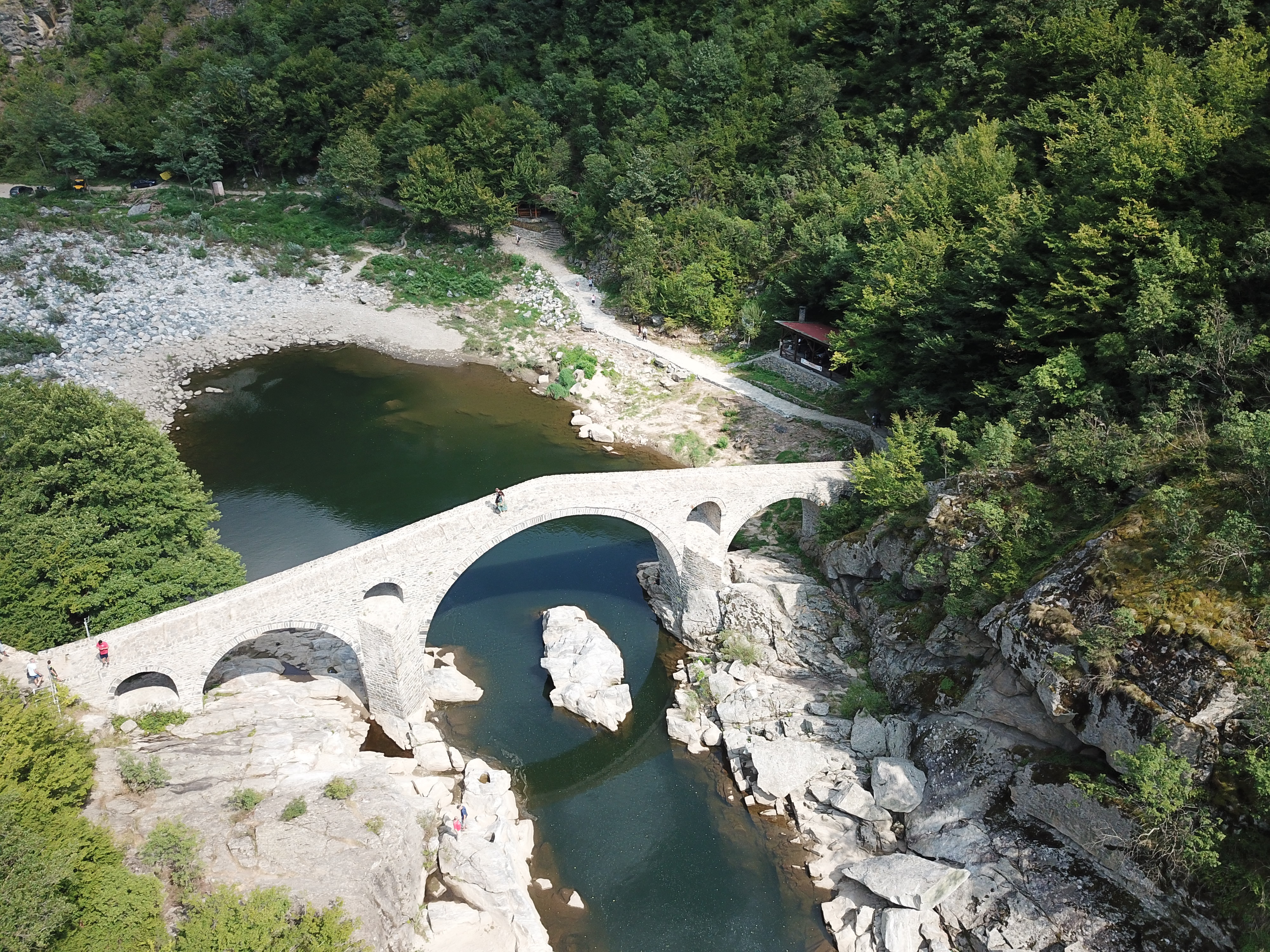
魔鬼橋
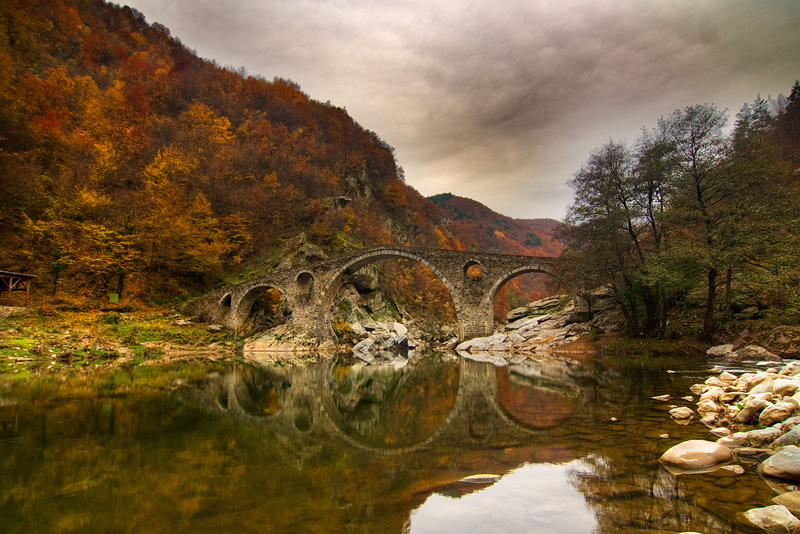
秋天的魔鬼橋